# Edotia triloba
Edotia triloba là một loài chân đều trong họ Idoteidae. Loài này được Say miêu tả khoa học năm 1818.